# Piriya Nainet
Piriya Nainet (thailändisch พิริยะ นัยเนตร, * 3. Januar 1986) ist ein thailändischer Fußballspieler.

## Karriere
Piriya Nainet stand bis Ende 2017 beim Super Power Samut Prakan FC unter Vertrag. Wo er vorher gespielt hat, ist unbekannt. Der Verein aus Samut Prakan spielte in der ersten Liga des Landes, der Thai Premier League. Ende 2017 musste er mit dem Verein als Tabellenletzter in die zweite Liga absteigen. Für Super Power stand er 15-mal in der ersten Liga zwischen den Pfosten. Nach dem Abstieg wechselte er zum Drittligisten Ubon Ratchathani FC. Mit dem Verein aus Ubon Ratchathani spielte er in der dritten Liga, der Thai League 3. Hier trat der Verein in der Upper Region an. Mitte 2018 wurde sein Vertrag nicht verlängert.
Seit dem 1. Juli 2018 ist Piriya Nainet vertrags- und vereinslos.